# 珊瑚海
珊瑚海（さんごかい、英語:Coral Sea、フランス語:Mer de Corail）は、オーストラリア北東海岸の縁海で、西側はグレートバリアリーフを含めたクイーンズランド州の東海岸に接し、東側はバヌアツやニューカレドニアと、北側はソロモン諸島南端と、南側はタスマン海に囲まれている。
グレートバリアリーフの島や堡礁はクイーンズランド州に属しているが、ほとんどの堡礁及び小島は、コーラル・シー諸島の東部地域に属している。加えて、チェスターフィールド諸島、ベロン礁などのニューカレドニアの西部の島及びニューカレドニア島も地理学的には、コーラル・シー諸島の一部である。コーラル・シー諸島一帯のサンゴ礁には海洋底生生物が多く生息し、特に十脚目の甲殻類とヒドロ虫の生物多様性に富む。島々の砂浜はアオウミガメとタイマイの営巣地であり、森林と低木林はアジサシ亜科とカツオドリ属の鳥類の繁殖地である。2002年にラムサール条約登録地となった。
5800万年から4800万年前にかけて、クイーンズランドの大陸棚が上昇して、グレートディヴァイディング山脈を形成しながら、珊瑚海流域が形づくられた。同時に大陸塊は減少した。珊瑚海は生態学的に、グレートバリアリーフの形成期並びに海面の下降期の間において、堡礁の珊瑚の重要な供給源であった。

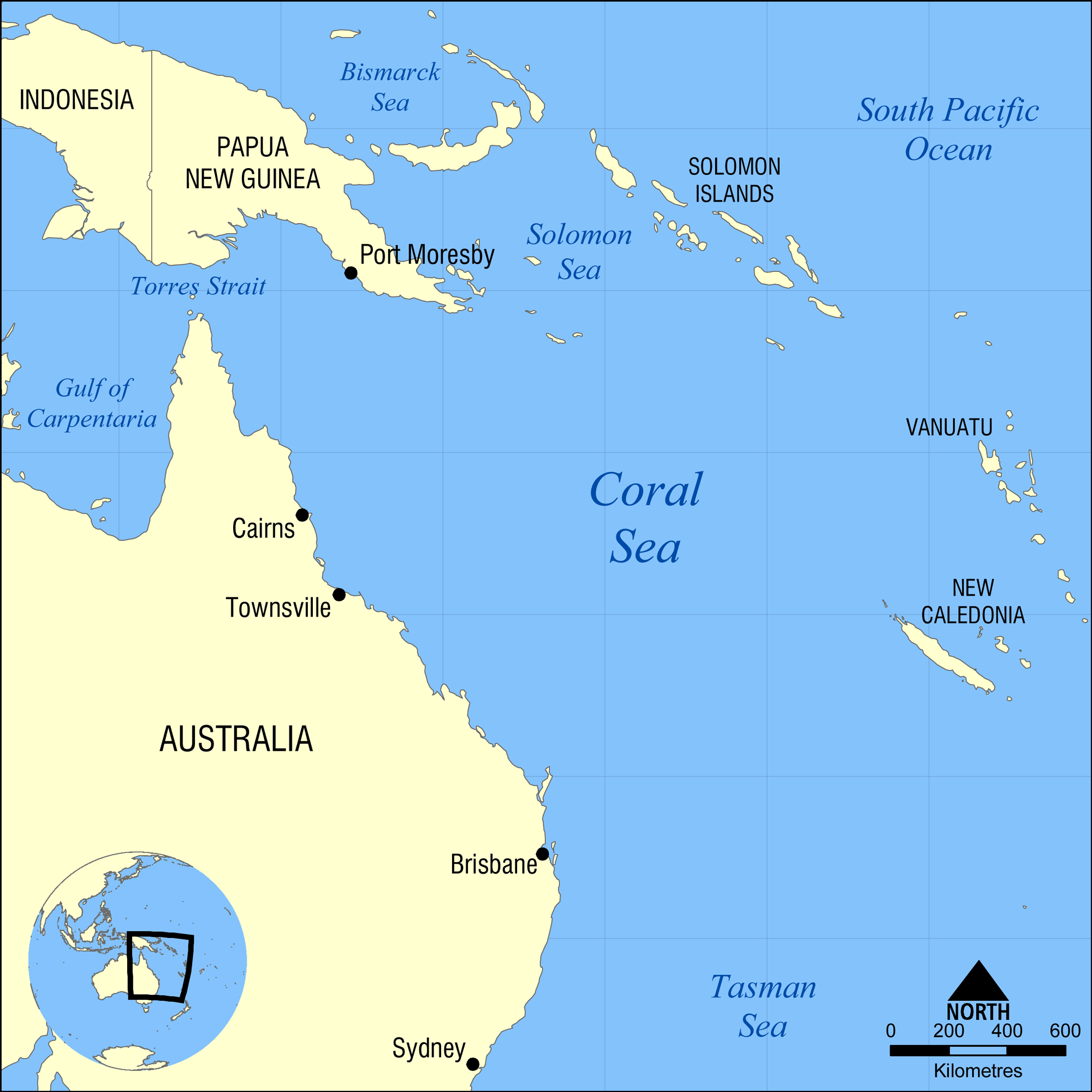
珊瑚海の地図